# Pedro Manrique (arzobispo)
Pedro Manrique de Lara (Crotona, c. 1553-Zaragoza, 7 de junio de 1615) fue un noble, político y religioso español.

## Biografía
Fue hijo de Jerónimo Piñeiro, perteneciente al Señorío de Eriete, y de Isabel Mendoza, hija de García Manrique, gobernador de Parma y Piacenza, y de Isabel Briceño; nieta de Honorato de Mendoza, señor de La Parrilla y Belmontejo, y bisnieta de Juan Hurtado de Mendoza, primer marqués de Cañete, y de su mujer Inés Manrique.
Inició su carrera religiosa en la Orden de San Agustín. Ocupó las sillas episcopales de Tortosa (1601-1611) y Zaragoza (1611) y finalmente ejerció el cargo de Virrey de Cataluña (1611). Falleció el 7 de junio de 1615.